# Zona protectora Tivives
La Zona protectora Tivives es un importante bosque seco tropical protegido ubicando en la Región Pacífico Central de Costa Rica y administrada bajo el área de conservación Pacífico Central.

## Historia
Mediante Decreto Ejecutivo N° 17023 del  de 6 de mayo de 1986  se creó la Zona protectora Tivives, con un área total de 2368,75 hectáreas y un área boscosa estimada de 532,50 hectáreas que se ha considerado el último reducto de importancia del bosque seco tropical costero existente en la Región Pacífico Central. 
La administración y manejo de la Zona protectora Tivives estará a cargo de la Dirección General Forestal, en coordinación con el Centro Agrícola Regional Pacífico Central, Centro Agrícola Cantonal de Esparza y la Municipalidad de Esparza.

## Ubicación
Administrativamente, la Zona Protectora Tivives (ZPT) se encuentra ubicada en la Región Pacífico Central en la costa del Océano Pacífico de Costa Rica. Pertenece a los cantones de Esparza (distrito de Caldera, creado mediante la ley 9235 publicado en la Gaceta N°140 del 22 de junio de 2014), Garabito, provincia de Puntarenas y Orotina de la Alajuela, entre las coordenadas 212650 Norte y 460450 Oeste.

## Geografía

### Geomorfología
La zona posee cimas y cerros como Coyolar, Cambalache y otros cerros menores con pendientes mayores al 45% expuestas a sufrir problemas de erosión. 

### Hidrografía
Está protegiendo la red de drenaje y mantenimiento de los flujos y calidad de agua del río Jesús María, quebrada Cambalache, quebrada Corralillo y varias nacientes y manantiales utilizados por los habitantes de la región. Además de proteger el mantenimiento de los flujos y calidad del agua de los dos pozos que utilizan el Proyecto de Caldera y el Instituto Costarricense de Puertos del Pacífico (INCOP). 

## Biodiversidad
El área posee gran diversidad de especies de flora y fauna en vía de extinción que deben de ser protegidas para su conservación e investigación. 